# Посадский (муниципальный округ)
Поса́дский  — муниципальный округ, муниципальное образование, расположенное в исторической части города (Петроградский район Санкт-Петербурга).
До 2009 года назывался муниципальным округом № 60. Название изменено в соответствии с законом Санкт-Петербурга № 109-27 от 15 апреля 2009 года «О внесении изменений в Закон Санкт-Петербурга „О территориальном устройстве Санкт-Петербурга“ и отдельные законы Санкт-Петербурга в сфере территориального устройства Санкт-Петербурга и организации местного самоуправления в Санкт-Петербурге». Полное название — Муниципальное образование муниципальный округ Посадский (МО МО округ Посадский) — основывается на географической привязке к названиям улиц, расположенных в нём (Малая и Большая Посадские улицы).
Представительный орган власти — муниципальный совет (состоящий из 10 депутатов), исполнительный орган — местная администрация округа Посадский. Высшее должностное лицо — глава муниципального образования, председатель муниципального совета, с 2002 года по настоящее время Панов Юрий Алексеевич; руководитель исполнительного органа — Местной Администрации — Высоцкий Дмитрий Олегович

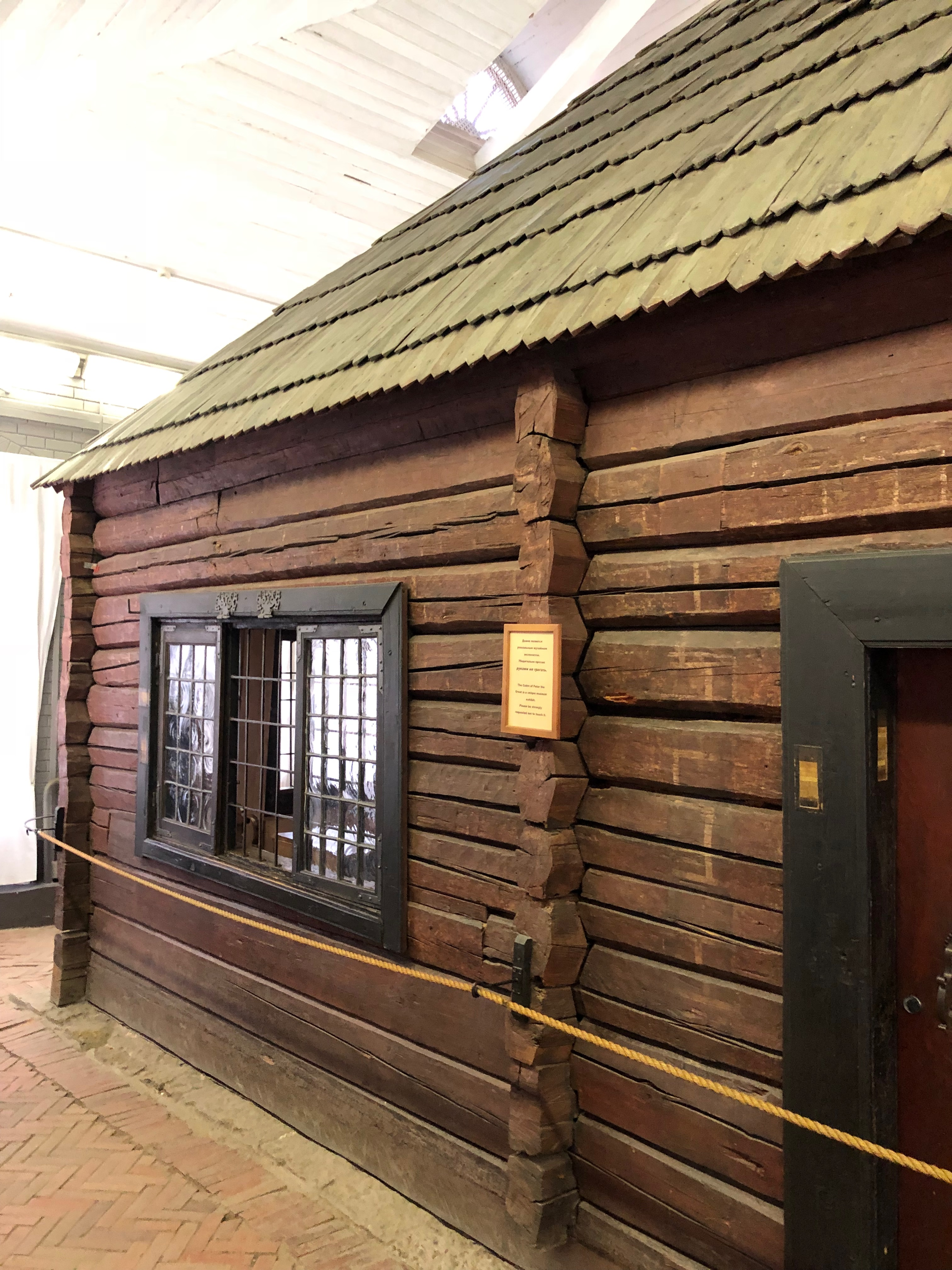
Домик Петра Первого

МО округ Посадский расположен в исторической части города. На территории округа Посадский находится старейшее строение в Санкт-Петербурге (в настоящее время музей Федерального значения «Домик Петра I»). Также Троицкая площадь Петроградской стороны являлась первым историческим центром Санкт-Петербурга с Сенатом и Синодом, Гостиным Двором, Коллегиями, Таможней, рынком и типографией. А улица Большая Дворянская (ныне ул. Куйбышева) является исторически  первой  улицей в городе.

## Граница округа
Граница муниципального образования муниципальный округ Посадский (МО округ Посадский) проходит:
от оси р. Невы у Троицкого моста по оси Каменноостровского пр. до ул. Рентгена, далее по оси ул. Рентгена до оси р. Большой Невки, далее
по оси р. Большой Невки до оси р. Невы, далее по оси р. Невы до Троицкого моста.
Округ делится на два многомандатных избирательных округа, по 5 мандатов в каждом из округов (№ 182, № 183)

## Население
| 2002    | 2010    | 2012    | 2013    | 2014    | 2015    | 2016    |
| ------- | ------- | ------- | ------- | ------- | ------- | ------- |
| 21 630  | ↘21 237 | ↗21 650 | ↗22 209 | ↗22 619 | ↘22 576 | ↘22 158 |
| 2017    | 2018    | 2019    | 2020    | 2021    | 2023    | 2025    |
| ↘21 970 | ↘21 814 | ↘21 253 | ↘20 690 | ↘16 042 | ↘15 861 | ↗16 154 |